# The Obelisk, Antarktis
The Obelisk är en bergstopp i Antarktis. Den ligger i Västantarktis. Argentina, Chile och Storbritannien gör anspråk på området. Toppen på The Obelisk är 750 meter över havet.
Terrängen runt The Obelisk är kuperad åt nordost, men åt sydväst är den platt. Trakten är obefolkad. Det finns inga samhällen i närheten.